# Herald of the Morning
Herald of the Morning (pol. Zwiastun Poranka) – chrześcijańskie czasopismo adwentystyczne wydawane jako miesięcznik w latach 1873–1903 w Bostonie, Massachusetts. Redaktorem i wydawcą był adwentysta Nelson H. Barbour (1824–1905) mieszkający w Rochester, stan Nowy Jork.

## Opis
W 1873 roku pod wpływem odrodzonej wiary w bliski powrót Chrystusa Nelson H. Barbour zaczął wydawać czasopismo „The Midnight Cry” („Krzyk o Północy”). Wkrótce ze względu na oczekiwaną bliskość tego wydarzenia zmienił tytuł czasopisma na „Herald of the Morning” („Zwiastun Poranka”). Zastępcą redaktora był John Henry Paton (1843–1922), a stałym korespondentem D. Gogswell.
W styczniu 1876 roku czasopismo Nelsona H. Barboura otrzymał Charles T. Russell (1852–1916). Ponieważ obaj podzielali niektóre poglądy religijne doszło do współpracy i C.T. Russell wniósł wkład finansowy na wydawanie czasopisma. W latach 1876–1878 współredaktorami czasopisma byli J.H. Paton i C.T. Russell. W 1878 roku po zawiedzionych oczekiwaniach dotyczących zmartwychwstania umarłych i porwania wiernych do nieba Nelson H. Barbour zaczął podważać naukę o okupie, mówiącą, że śmierć Chrystusa stanowiła cenę za Adama i jego potomstwo. Do grudnia tego roku na łamach „Zwiastuna” toczyła się polemika pomiędzy Russellem a Barbourem. W efekcie C.T. Russell wycofał się z finansowania czasopisma „Herald of the Morning” i w roku 1879 rozpoczął wydawanie swojego czasopisma „Zion Watch Tower and Herald of Christ's Presence” („Strażnica Syjońska i Zwiastun Obecności Chrystusa”). Wraz z nim Nelsona Barboura opuścił także John H. Paton.
Mimo problemów finansowych Nelson H. Barbour kontynuował wydawanie czasopisma. Jego ostatni numer ukazał się w 1903 roku.